# 229 (liczba)
229 (dwieście dwadzieścia dziewięć) – liczba naturalna następująca po 228 i poprzedzająca 230.

## W matematyce
- 229 to pięćdziesiąta liczba pierwsza[1]
- 229 to liczba bliźniacza[2] z liczbą 227
- 229 to regularna liczba pierwsza[3]
- 229 to liczba seksowna[4] z liczbą 223[5]
- 229 to liczba pierwsza Ramanujana[6]
- 229 to najmniejsza liczba pierwsza, której suma z liczbą zapisaną wspak też jest liczbą pierwszą[7] 
{\displaystyle 229+922=1151}

## W astronomii
- planetoida (229) Adelinda
- galaktyka spiralna NGC 229
- kometa 229P/Gibbs